# Rembrandtplein

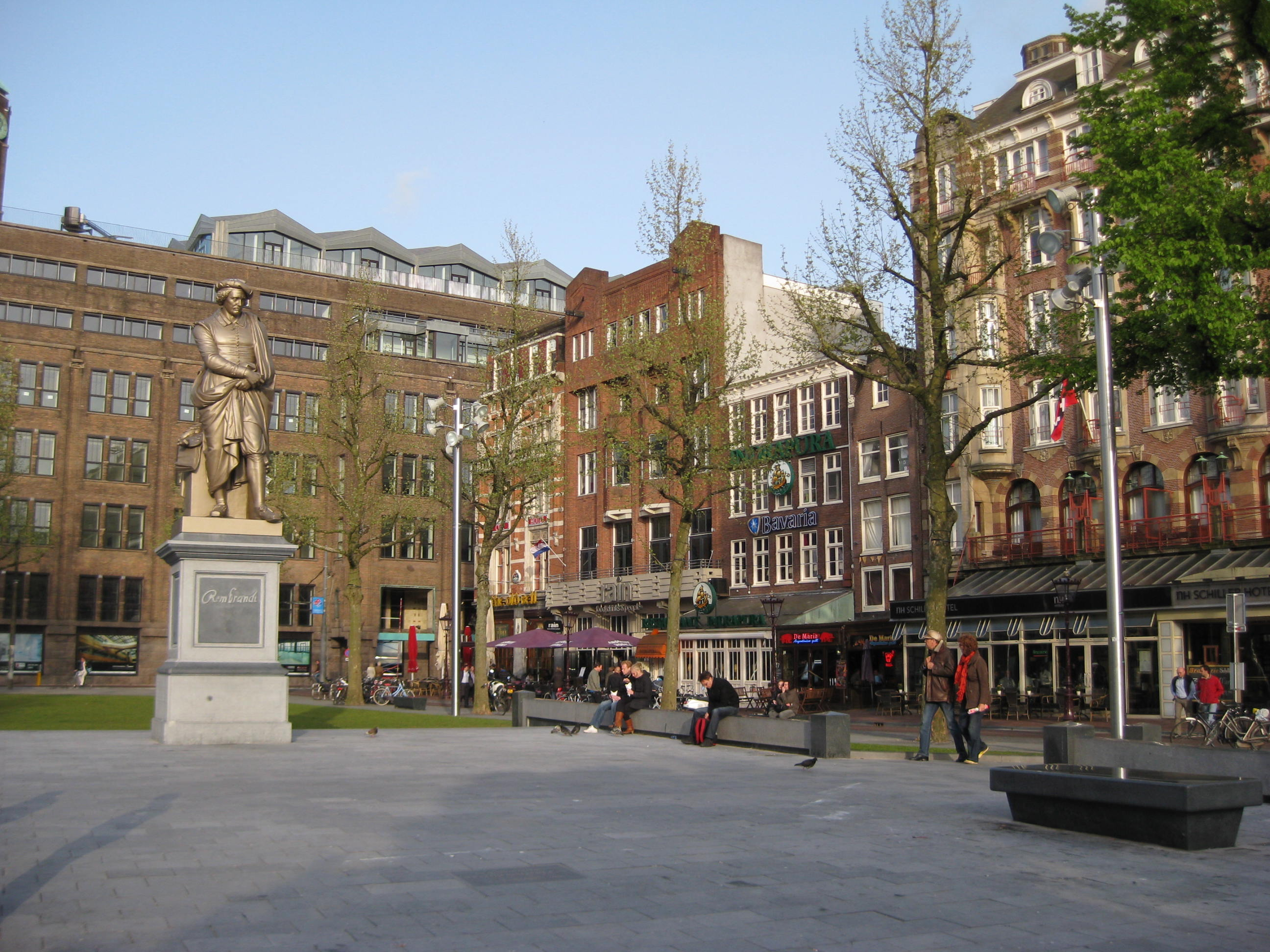
La Rembrandtplein, con, al centro, la statua di Rembrandt

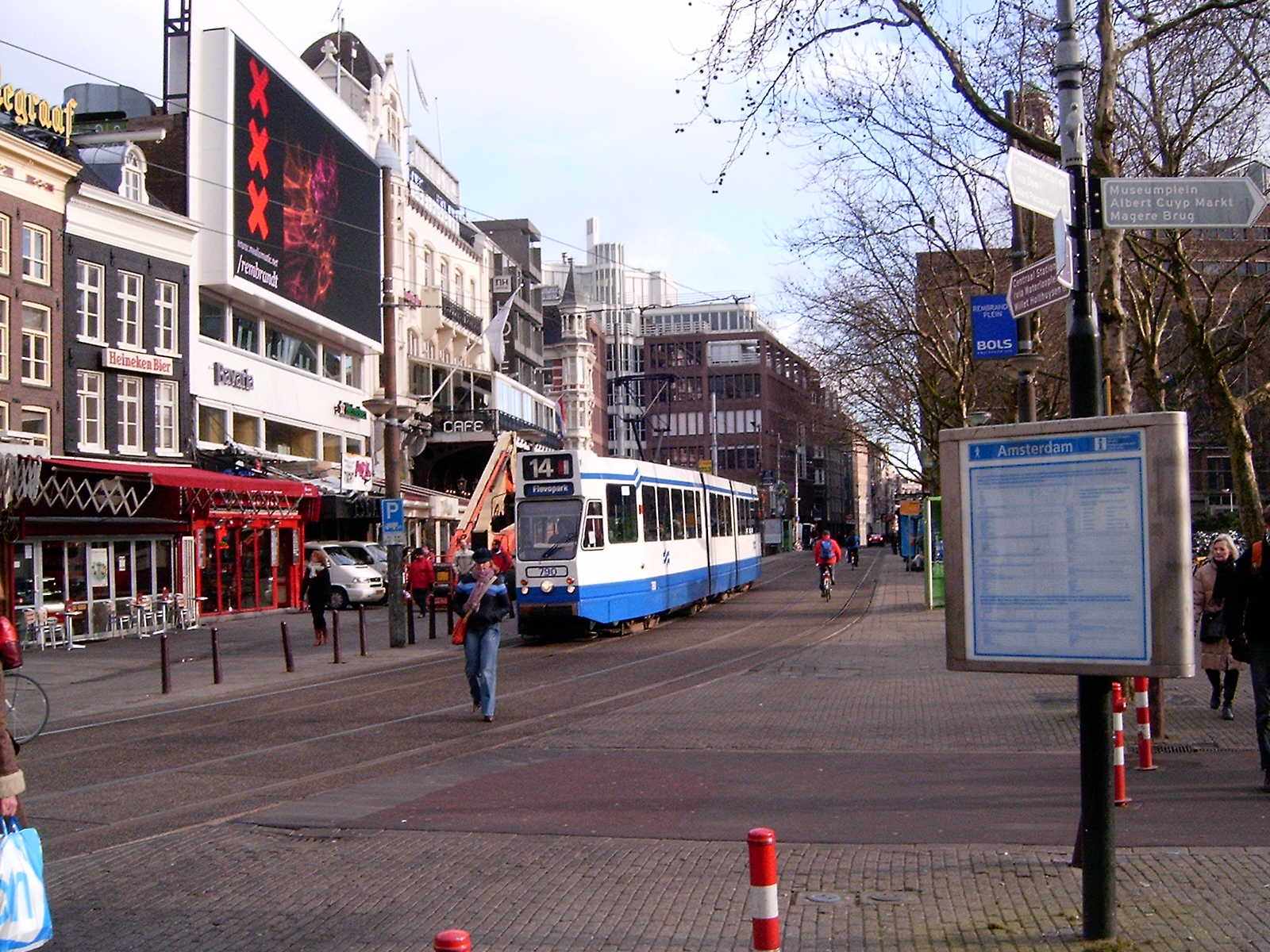
Il tram della linea 14 sulla Rembrandtplein

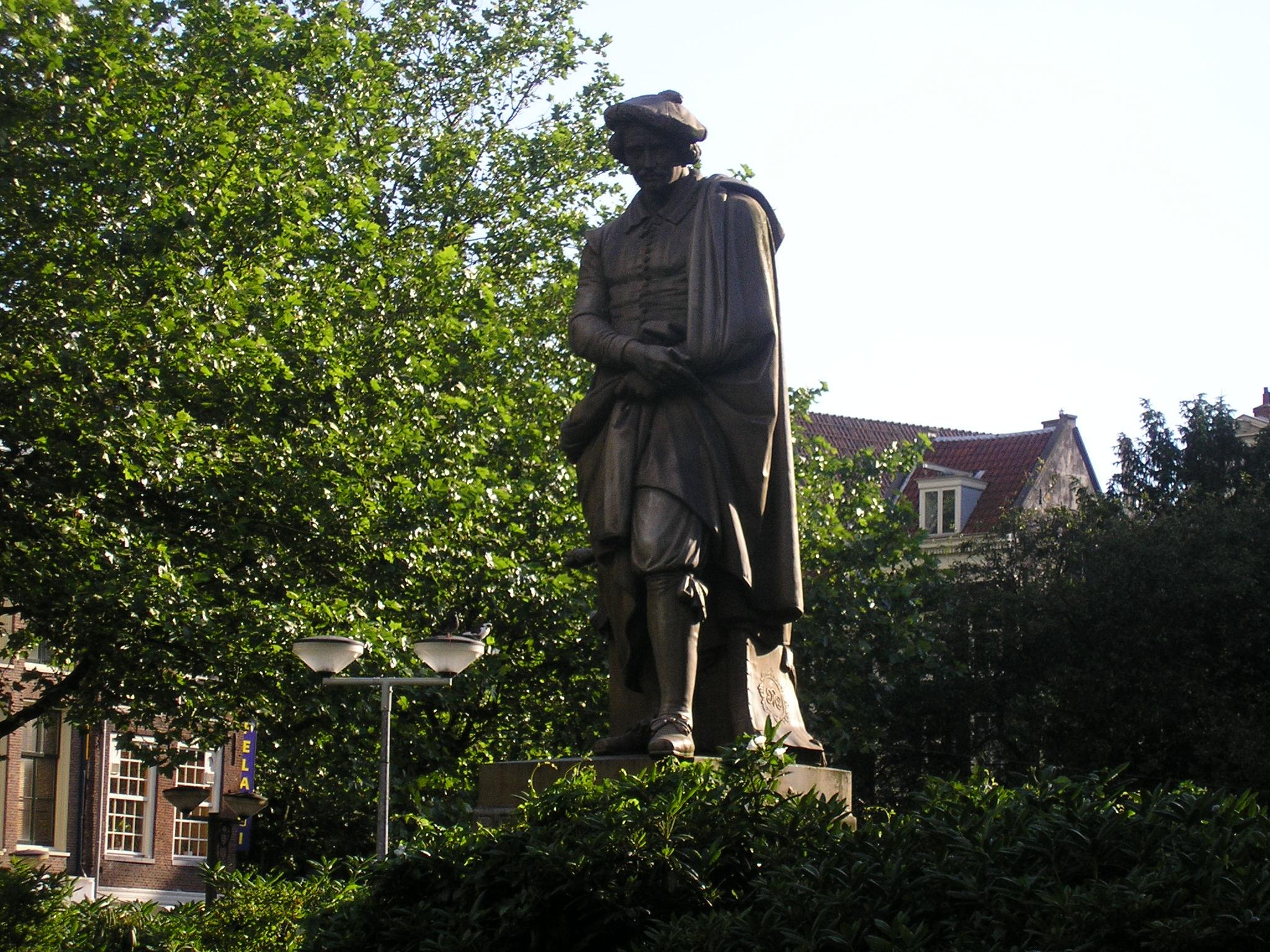
La statua dedicata a Rembrandt (1852) di Louis Royer

Rembrandtplein (“Piazza Rembrandt”) è – insieme a Piazza Dam, a Leidseplein e a Waterlooplein – una delle più celebri piazze di Amsterdam, nonché – insieme alla stessa Leidseplein e al quartiere a luci rosse De Wallen  – uno dei fulcri della vita notturna della capitale olandese.
La piazza prende il nome – a partire dal 1876 – dal famoso pittore Rembrandt (1606 – 1669), del quale è stata eretta una statua in loco nel 1852 (opera di Louis Royer). In precedenza, il luogo si chiamava Botermarkt (lett. "mercato del burro") e – ancora prima – Reguliersplein
Molti abitanti di Amsterdam chiamano la piazza “Rembrandtsplein”, ovvero aggiungendovi la –s del genitivo, e, sebbene ciò non sia linguisticamente corretto, si trovano varie insegne con questa ortografia, inserite a partire dal 1985.

## Profilo della zona
La piazza è caratterizzata dalla presenza di numerosi caffè all'aperto e di alcune discoteche, che attirano turisti e residenti, soprattutto la sera.
Vi si trovano anche – oltre alla statua in ghisa di Rembrandt – anche alcuni edifici storici, come quello che ospita la banca ABN AMRO, oltre a quelli di storici caffè della fine del XIX secolo, come il Café Schiller (1892) o il De Kroon (1898).
Vi si trova inoltre il più grande schermo LCD d'Europa.

## Localizzazione
La piazza si trova nella parte settentrionale della cerchia dei canali sud (chiamata anche “cerchia dei canali est”), al confine con la cerchia dei canali centrale ad ovest, la Nieuwe Zijde (“parte nuova”) e l'Oude Zijde (“parte vecchia”) a nord e la zona detta Plantage a est, tra l'Amstelstraat, la Dwaarstraat e la Reguliersbreestraat, nei pressi del Blauwbrug e non lontanissima dal Magere Brug, due dei ponti più celebri della città, oltre che da Waterlooplein e dal Museo Willet-Holthuysen.

## Storia
Originariamente, nella zona vi si trovava una porta, la Regulierspoort, costruita nel 1655 alla fine della Reguliersbreestraat, poi divenuta superflua in seguito alla costruzione della Utrechtse poort nell'odierna Frederiksplein.
Questa porta venne così sostituita, nel 1668, da una pesa pubblica (waag), attorno alla quale fu costruita anche una piazza, chiamata Reguliersplein.
Da quando poi, a partire dal 1669, il mercato dei latticini che si teneva il lunedì in Piazza Dam, venne trasferito qui, si iniziò gradualmente a chiamare la piazza Botermarkt, ovvero “mercato del burro”.
Nel 1852, venne eretta al centro della piazza una statua, opera dello scultore Louis Royer (1793 - 1868), costruita in onore del celebre pittore Rembrandt e che fu inaugurata da re Guglielmo III. Per questo motivo, a partire dal 1876, la piazza venne chiamata “Rembrandtplein”.
Il 26 novembre 1927 la piazza fu teatro di un terribile fatto di sangue, avvenuto proprio dietro la statua di Rembrandt: l'assassinio a colpi di pistola del noto cabarettista Jean-Louis Pisuisse e della moglie, la cantante Jenny Gilliams, perpetrato per motivi di gelosia da un attore dalla compagnia ed ex-amante della donna, poi suicidatosi.

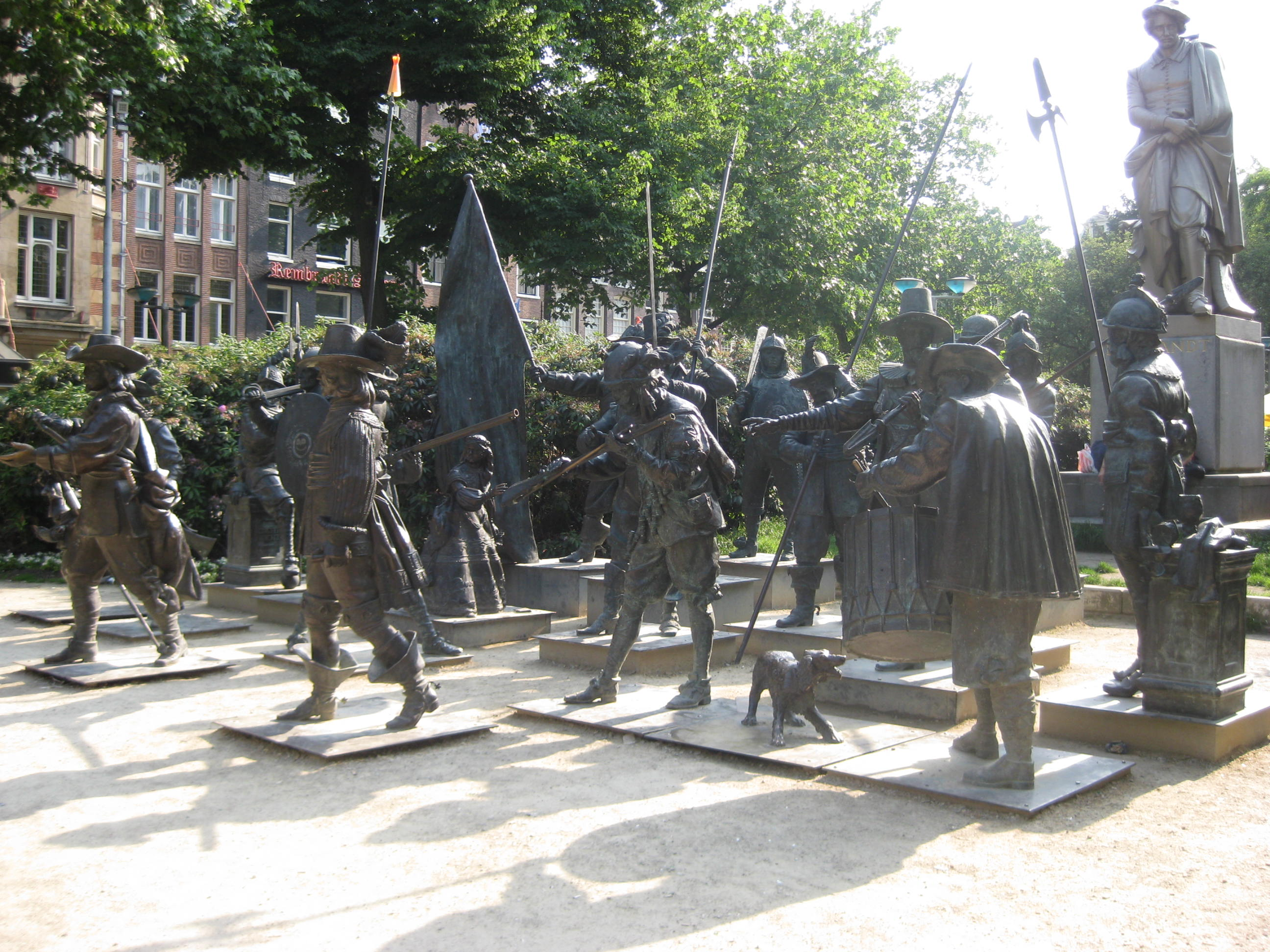
La scultura “La ronda di notte” di Aleksandr Taratynov e Mikhail Dronov

Nel 2006, in occasione dell'anno dedicato a Rembrandt vennero costruite vicino alla statua del pittore 22 figure in bronzo, opera degli scultori russi Aleksandr Taratynov e Mikhail Dronov e rappresentanti i personaggi del celebre quadro di Rembrandt La ronda di notte.

## Edifici storici
- Mille Colonnes Hotel (1889)
- Albergo Schiller Carena (1892)
- Café Schiller (1892)
- Gran Café De Kroon (1898)